# Fontaines-en-Duesmois
Fontaines-en-Duesmois is een gemeente in het Franse departement Côte-d'Or (regio Bourgogne-Franche-Comté) en telt 141 inwoners (2005). De plaats maakt deel uit van het arrondissement Montbard.

## Geografie
De oppervlakte van Fontaines-en-Duesmois bedraagt 17,7 km², de bevolkingsdichtheid is 8,0 inwoners per km².
De onderstaande kaart toont de ligging van Fontaines-en-Duesmois met de belangrijkste infrastructuur en aangrenzende gemeenten.

## Demografie
Onderstaande figuur toont het verloop van het inwonertal (bron: INSEE-tellingen).